# Valerian von Magnis

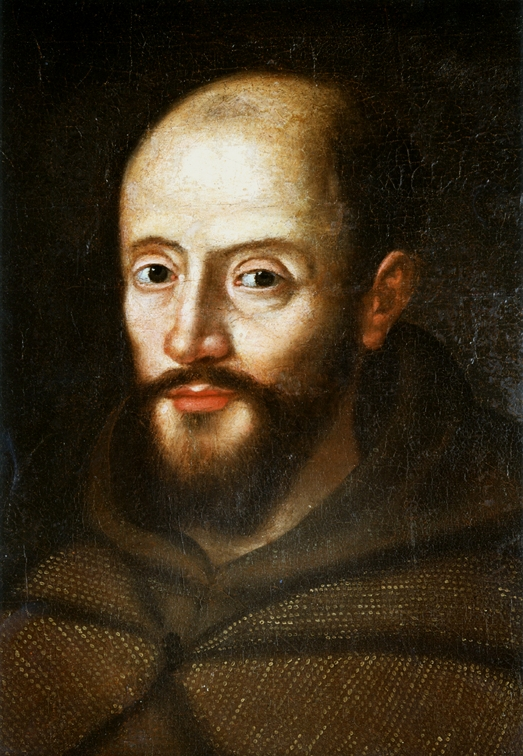
Walerian Magni, ok. 1624, Muzeum Narodowe w Warszawie

Walerian Magni, także Valerian von Magnis, właśc. Maximilian Magnis (ur. 15 października 1586 w Mediolanie, zm. 29 lipca 1661 w Salzburgu) – prowincjał austriacko-czeskiej prowincji zakonu kapucynów, dyplomata cesarski, uczony, bliski współpracownik kardynała Harracha.

## Życiorys
Pochodził z włoskiej rodziny kupieckiej, która osiadała w Monarchii Habsburskiej. Jego rodzicami byli: Constantin von Magnis (1527–1606), członek tajnej rady cesarskiej w Wiedniu oraz Octavia (ok. 1562–po 1616), córka Giovanni Paolo Carcassoliego. W 1588 rodzina ta przeniosła się na stałe do Pragi.
Maximilian von Magnis wstąpił w 1602 w Pradze do zakonu kapucynów przyjmując imię Waleriana (Valerianus a Milano). Następnie studiował teologię, po której ukończeniu otrzymał święcenia kapłańskie. Pracował następnie jako wykładowca oraz znany był jako świetny kaznodzieja. W swoich wykładach i kazaniach często odwoływał się do nauk filozoficznych. Wkrótce z woli cesarza został prowincjałem swojego zakonu w Austrii i w Czechach. Pełnił także funkcję doradcy wielu książąt niemieckich i władców europejskich, wśród których był król Polski Zygmunt III Waza. W 1621 cesarz Ferdynand II Habsburg wysłał go z misją dyplomatyczną do Francji. Następnie w latach 1622–1623 był jednym z doradców księcia bawarskiego Maksymiliana I Wittelsbacha. Udało mu się w tym czasie uzyskać zgodę na wyniesie tego władcy do godności elektora Rzeszy.
Po bitwie na Białej Górze w latach 1623–1634 zaangażował się w działalność rekatolicyzacyjną Czech, działając z inicjatywy arcybiskupa metropolity praskiego Ernesta Adalberta von Harracha. Pomagał także w reformowaniu struktur diecezjalnych. Aktywnie uczestniczył w dyplomacji cesarskiej podczas wojny trzydziestoletniej. W imieniu cesarza w 1630 brał udział w negocjacjach z kardynałem Armandem Richelieu dotyczących sukcesji w części Mantui. W 1635 pracował jako ekspert teologiczny przy negocjacjach pokoju praskiego, a od 1645 jako misjonarz apostolski w Saksonii, Hesji, Brandenburgii i w Gdańsku. W latach 1650–1652 udało mu się nakłonić władcę Hesji Ernsta von Hessen-Rheinfeld i jego żonę do konwersji na katolicyzm.
Był jednym z pomysłodawców Colloquium charitativum.
W lipcu 1647 demonstrował przed Władysławem IV i Marią Ludwiką doświadczenie Torricellego. W liście z 28 listopada 1647 r. król prosił papieża, aby stanowisko kardynała opróżnione po rezygnacji Jana Kazimierza powierzyć Walerianowi.
Od lat 50. XVII w. wrócił do Pragi, zostając ponownie wykładowcą na tamtejszym uniwersytecie. Należał przy tym do krytyków jezuitów, pisząc pisma przeciwko nim, za co został uwięziony w Wiedniu w 1661. Ze względu na jego osiągnięcia na forum dyplomatycznym został zwolniony z więzienia. Przeniósł się do Salzburga, gdzie niedługo potem zmarł.

### Prace
- De luce mentium (1642)
- Admiranda de vacuo (1647)[4]
- Demonstratio ocularis (1647)[5]
- Principia et specimen philosophiae (1652)
- Opus philosophicum (1660)
- Acta disputationis habitae Rheinfelsae apud S. Goarem (1652)
- Christiana et catholica defensio, Adversum Societatem Jesu haeresi vel atheismo infectam (1661)

Dzieła dostępne w:
- archive
- Google